# HNLMS Kortenaer (F807)
HNLMS Kortenaer (F807) era una fragata  El barco estuvo en servicio con la Armada Real de los Países Bajos desde 1978 hasta 1997 y hoy sirve como HS Kountouriotis con la Armada Helénica . La fragata recibió inicialmente el nombre del héroe naval holandés Egbert Bartholomeusz Kortenaer y luego de Pavlos Kountouriotis, distinguido almirante de la Armada helénica, responsable de las victorias navales griegas en el mar Egeo que aseguraron el Egeo para Grecia durante la Primera Guerra de los Balcanes . El distintivo de llamada de radio del barco era "PADA".

## Diseño y construcción
A principios de la década de 1970, la Marina Real de los Países Bajos desarrolló un diseño de fragata "estándar" para reemplazar a los destructores clase Holland y clase Friesland. El diseño estándar tendría un diseño antisubmarinos (el Kortenaer ) y variantes antiaéreas (la Jacob van Heemskerck ) con diferentes armamentos en un diseño de casco común. Los primeros ocho buques clase Kortenaer se ordenaron en 1974, con cuatro más ordenados en 1976, aunque dos se vendieron a Grecia mientras se construían y se reemplazaron por dos de la variante antiaérea.
El Kortenaer fue de 130,2 metros (427' 2") largo total y 121,8 metros (399,6 pies) entre perpendiculares, con una manga) de 14,4 metros (47' 229/32") y un calado de 4,4 metros (14' 51/5") . El desplazamiento fue 3000 toneladas largas (3050 t) estándar y 3785 toneladas largas (3845,7 t) carga completa. El barco estaba propulsado por dos motores  Rolls-Royce Olympus TM 3B y dos  Turbinas de gas Rolls-Royce Tyne TM 1C, en un arreglo combinado de gas o gas (COGOG), impulsando dos ejes de hélice. Los motores Olympus daban una velocidad de 30 nudos y los motores de crucero Tyne daban una velocidad de 20 nudos .
El principal armamento antiaéreo de la fragata Kortenaer era un lanzador de misiles tierra-aire Sea Sparrow de la OTAN de 8 proyectiles frente al puente. Se instaló un OTO Melara de 76 mm en la parte delantera del lanzador Sea Sparrow, mientras que se planeó instalar un Goalkeeper CIWS en la popa, en el techo del hangar del barco. Sin embargo, el Goalkeeper no estaba disponible cuando se construyeron los barcos y la Kortenaer se completó con un segundo Oto Melara de 76 mm en su lugar. Se podían transportar ocho misiles antibuque Harpoon en dos lanzadores cuádruples, aunque dos o cuatro Harpoons eran una carga más normal en tiempos de paz. Se instalaron un hangar y una plataforma de combate para acomodar dos helicópteros Westland Lynx, aunque normalmente solo se transportaba uno. El armamento antisubmarino cercano fue proporcionado por cuatro tubos de 324mm para torpedos US Mark 46 . Se equipó un radar de búsqueda aérea de largo alcance Signaal LW-08, junto con un radar de búsqueda de superficie ZW-06, con radares de control de fuego WM-25 y STIR-180 para dirigir el armamento del barco. Se instaló un sonar canadiense SQS-505 montado en el casco.
El HNLMS Kortenaer, el buque con el nombre de su clase, se le puso la quilla en el astillero Koninklijke Maatschappij De Schelde (KM de Schelde) en Vlissingen el 8 de abril de 1975. Fue botado el 18 de diciembre de 1976 y puesto en servicio el 26 de octubre de 1978.

## Historial de servicio en la Armada Holandesa
El 12 de marzo de 1979, ella, la fragata Tromp , el destructor Drenthe y el barco de reabastecimiento Poolster partieron para un viaje al Lejano Oriente para mostrar la bandera.
En 1988, el Kortenaer y las fragatas Jan van Brakel y Witte de With y el buque de reabastecimiento Zuiderkruis realizaron un viaje al lejano oriente y Australia para mostrar la bandera y entrenar.
En junio de 1994, el barco participó en el ejercicio naval BALTOPS 94 con embarcaciones de otras armadas.
El 15 de febrero de 1996 el Kortenear fue dado de baja y en junio de 1997 fue vendido a la Armada Helénica .

## Historial de servicio en la Armada Griega
El barco se puso en servicio el 15 de diciembre de 1997, donde el barco pasó a llamarse Kountouriotis (Κουντουριώτης) y el banderín número F 462, usando el indicativo de llamada de radio era "SZCT". En septiembre de 2017, el barco fue asignado a la OTAN SNMG2. 